# Nationalistische geschiedschrijving
Nationalistische geschiedschrijving onderscheidt zich van nationale geschiedschrijving doordat het een oorsprong zoekt in een ver mythisch verleden en de ontwikkelingen daarna herschrijft met de huidige staat als onontkoombaar eindpunt. Deze teleologische geschiedschrijving had haar hoogtepunt in het Europa van de negentiende eeuw toen veel van de moderne staten zich vormden, maar is ook tegenwoordig nog veelvuldig terug te vinden in populaire media en als rechtvaardiging voor nationalistische politici. 
De overgang van nationale naar nationalistische geschiedschrijving is geen scherpe grens en ook de eerste vorm is in veel gevallen gebaseerd op etnocentrisme. Waar echter nationale geschiedschrijving vaak zoekt naar verbindende elementen, legt de nationalistische vorm vaak de nadruk op verschillen en wordt de invloed van onder meer vrouwen en minderheden geminimaliseerd.

## Geschiedenis
Hoewel het hoogtepunt dus in de negentiende eeuw lag, vond deze vorm van geschiedschrijving ook al plaats onder de Romeinen. Ook veel vorsten, hertogen en graven lieten een geschiedenis schrijven die teleologisch van aard was. Het beginpunt van de nationalistische geschiedschrijving is dan ook arbitrair en wordt gekozen aan de hand van het gewenste eindpunt. Zo baseerden de Serviërs de claim op hun gebied op een heerschappij van de elfde tot de vijftiende eeuw, terwijl de Albanezen beweerden afstammelingen te zijn van de Illyriërs. Van de daaropvolgende ontwikkelingen wordt vervolgens een veel stabieler en statischer beeld geschetst dan er in werkelijkheid met de vele migratiebewegingen is geweest.
Het nationalisme van de negentiende eeuw is van grote invloed geweest op de moderne vorm van geschiedschrijving. Volgens Lucassen:

De Verenigde Staten hebben van zichzelf het beeld dat ze een land van migranten zijn. In West-Europese landen is dat een tamelijk recente ontdekking. Met geheugenverlies heeft dat niet veel te maken. Historici zijn hier pas sinds kort met het bestuderen van het migratieprobleem begonnen. Hun vak is ook ooit geboren als een legitimatie van de natiestaat in de 19e eeuw. Die ging uit van een stabiele bevolking, met een min of meer homogene etniciteit. We weten in Nederland natuurlijk dat er in 1914, bij het begin van de Eerste Wereldoorlog, veel Belgen de grens over kwamen. En dat er vroeger in het verleden migratie was van hugenoten en van Zuid-Nederlanders na de Val van Antwerpen in 1585. Maar dat waren uitzonderingen, de regel was stabiliteit. Historici geven er zich pas sinds kort rekenschap van dat migraties een structureel element van onze geschiedenis vormen.
— Leo Lucassen

Geary schrijft hierover in The myth of nations:

Modern history was born in the nineteenth century, conceived and developed as an instrument of European nationalism. As a tool of nationalist ideology, the history of Europe's nations was a great success, but it has turned our understanding of the past into a toxic waste dump, filled with the poison of ethnic nationalism, and the poison has seeped deep into popular consciousness.
— Patrick J. Geary

Nationalisme is daarmee in veel gevallen wel succesvol geweest om staten een identiteit te geven, ook met behulp van uitgevonden tradities, maar een goed begrip van wat er werkelijk is gebeurd, is hiermee vertroebeld. Burckhardt waarschuwde er in Über das Studium der Geschichte al voor:

daß wir unsere Zeit für die Erfüllung der Zeiten und alles Dagewesene als auf uns berechnet betrachten
— Jacob Burckhardt

Daarnaast wordt dezelfde methodiek gebruikt voor regio's binnen bestaande landen, of juist grensoverschrijdende gebieden, wat juist een verzwakking van de bestaande staten zou kunnen betekenen. Als men al buiten de landsgrenzen wist te kijken, dan kwam men vaak nog tot een eurocentristisch beeld, versterkt door het grote Europese overwicht op economisch, politiek, militair en ideologisch gebied tijdens de negentiende eeuw. Pas na de Tweede Wereldoorlog en het verminderde belang van het westen ontstond een beweging om globale verbanden en patronen te onderzoeken in de wereldgeschiedenis. 